# Municipio de Bloomfield (condado de Bedford)
El municipio de Bloomfield (en inglés: Bloomfield Township) es un municipio ubicado en el condado de Bedford en el estado estadounidense de Pensilvania. En el año 2000 tenía una población de 973 habitantes y una densidad poblacional de 19.3 personas por km².

## Geografía
El municipio de Bloomfield se encuentra ubicado en las coordenadas 40°13′00″N 78°24′59″O / 40.21667, -78.41639.

## Demografía
Según la Oficina del Censo en 2000 los ingresos medios por hogar en la localidad eran de $39,087 y los ingresos medios por familia eran $42,188. Los hombres tenían unos ingresos medios de $30,750 frente a los $20,625 para las mujeres. La renta per cápita para la localidad era de $16,325. Alrededor del 5,8% de la población estaban por debajo del umbral de pobreza.